# Международное общество автоматизации
Международное общество автоматизации (англ. International Society of Automation, сокр. ISA), до 2008 года называвшееся The Instrumentation, Systems, and Automation Society — глобальная некоммерческая ассоциация, основным направлением деятельности которой является разработка стандартов в области промышленной автоматизации. Изначально, после своего создания, называлась «Instrument Society of America». Больше известна просто под аббревиатурой ISA.

## Стандарты ISA
С момента своего образования ISA разработала более 150 различных стандартов, которые прошли экспертизу более чем 4 000 экспертов из различных отраслей производства. Наиболее востребованные на сегодняшний день стандарты серии ISA следующие:
- ISA-88 (ANSI/ISA-88, ISA88) Batch Control — Рецептурные производства. Утверждён в 1995 году, в 1997-м одобрен IEC как IEC 61512-1.
- ISA-95 (ANSI/ISA-95, ISA95) Manufacturing Enterprise Systems Standards and User Resources — Системы производственного управления и человеческие ресурсы. Одобрен IEC как IEC 62264. Основной стандарт для разработки систем класса MES и интеграции производственных информационных систем.